# Acanthochondria ophidii
Acanthochondria ophidii – gatunek widłonoga z rodziny Chondracanthidae. Nazwa naukowa tego gatunku skorupiaków została opublikowana w 1863 roku przez duńskiego badacza fauny morskiej Henrika Nikolaia Krøyera.